# LB세미콘
주식회사 LB세미콘은 반도체 후공정(OSAT)전문 기업이다.

## 기업 개요[1]
2000년 2월 국내 최초로 필요한 모든 생산설비를 갖추고 ‘flip-chip wafer bumping’ 사업을 시작하였다.
TFT LCD & OLED Display Driver IC(DDI)을 위한 Gold bumping을 시작으로 Solder bumping, Cu pillar bumping 나아가 Wafer Level Chip Scale Package(WLCSP)까지 flip-chip bumping technology을 지속적으로 개발, 발전시켜 나아가고 있으며 이러한 기술력을 기반으로 국내외 유수 반도체 Chip 제조사와 탄탄한 사업파트너 관계를 유지하고 있다.
갈수록 가볍고 얇고 작아지고 있는 반도체 Chip 제조 Trend에 있어서 wafer bumping technology 기술은 더욱 그 활용과 가치가 높아지고 있다. 이러한 반도체 제조기술 Trend에 발맞추어 LB세미콘은 끊임없는 연구 및 기술 개발을 지속하고 있으며 Look Beyond, Best Solution Provider라는 목표를 향해 나아가고 있다.

## 연혁[2]
- 2000년 2월 마이크로스케일 주식회사 설립 (자본금 10억)
- 2001년 6월 Au Bump Line 준공
- 2001년 9월 삼성전자 Wafer Test 양산
- 2001년 10월 Solder Bump 개발 완료
- 2002년 2월 ISO 9001:2000 인증 l SK하이닉스 Qual 승인
- 2002년 6월 삼성전자 Au Bump 양산
- 2002년 7월 Hitachi 및 Sll(Seiko Instrument Inc) 양산
- 2003년 11월 제 40회 무역의 날 500만불 수출의 탑 수상
- 2005년 1월 ISO 14001:1996 인증
- 2005년 3월 LG전자 Wafer Test & Au Bump 양산
- 2006년 1월 LB Semicon으로 사명 변경
- 2006년 1월 LG디스플레이 Qual 승인
- 2006년 2월 Magnachip 양산
- 2006년 10월 Siliconworks 양산
- 2006년 11월 OKI Semicondutor 양산
- 2007년 12월 CMOS Image Sensor용 Solder Bump 양산
- 2008년 1월 COG 품질 인증
- 2008년 1월 COG Pick & Place 양산
- 2009년 4월 WLCSP 공정 개발
- 2009년 12월 WLCSP 제품 출하
- 2010년 11월 딜로이트 아시아 태평양 지역 기술부분 500대 기업 선정
- 2010년 12월 ISO/TS 16949:2009 인증
- 2011년 1월 코스닥 상장
- 2011년 4월 2011 KDB 글로벌 스타 선정
- 2012년 5월 Himax Qual 승인
- 2012년 8월 12” Au Bump & Solder Bump 양산
- 2013년 6월 SK하이닉스 CIS Wafer Test 양산
- 2014년 3월 Kinetic WLCSP 양산
- 2014년 4월 Novatek Qual 승인
- 2014년 5월 Thick Cu 양산
- 2015년 4월 High Current WLCSP 양산
- 2017년 4월 SK하이닉스 Cu Pillar Bump 양산
- 2017년 5월 뿌리기술 전문기업 지정
- 2017년 7월 기술평가 우수기업 인증
- 2018년 3월 LB루셈 인수
- 2018년 5월 삼성 WLCSP 양산
- 2018년 9월 IATF16949 인증
- 2019년 1월 FO-WLCSP 개발 중

## 제품/기술 개요[3]

### WLCSP(WLP)
웨이퍼 레벨 패키지(Wafer Level Package) WLCSP는 웨이퍼 가공 후 하나씩 칩을 잘라내 패키징하던 기존 방식과 달리, 웨이퍼 상태에서 한번에 패키지 공정 및 테스트를 진행한 후 칩을 절단하여 완제품을 만들어 내는 기술로 가장 작은 크기를 구현할 수 있는 칩 크기의 패키지 방법이다. WLCSP는 칩 크기와 동일한 크기의 패키지 사이즈 구현이 가능할 뿐 아니라 우수한 전기적 특성과 높은 가격 경쟁력으로 인해 모바일 시장에서의 수요가 더욱 증가하고 있으며, 적용 제품군 또한 점차 확대되고 있다. 현재 LB세미콘에서는 고객의 요구에 맞춰 2 layer부터 6 layer까지 다양한 구조의 WLCSP를 서비스하고 있다.

### Au Bump
금으로 범핑 처리된 웨이퍼는 보통 소비재에 적용되는 TCP(Tape Carrier Package), COG (Chip on Glass), COF(Chip on Film) 패키지에 사용된다. 이것은 wire bond 기술을 대체하기 위해 개발되었으며 금으로 범핑된 칩은 열적 압축 방식을 통하여 패키지에 장착된다. 높은 I/O와 유연한 연결성뿐만 아니라 얇고 가벼운 특성을 갖는 패키지에 대한 수요가 증가하고 있기 때문에,금으로 범핑 처리된 웨이퍼들은 이러한 휴대용 제품들에 더욱 더 적합한 방식이 될 것이다.

### Solder Bump
Solder bump는 COC, fcBGA, fcQNF등 다양한 flip chip 패키지에 활용되고 있다. 현재 LB세미콘에서는 fine pitch의 Lead free solder bump 공정을 서비스하고 있으며, QFN용으로 제작한 웨이퍼와 같이 패드 위치가 flip chip 패키지에 적합하지 않은 제품도 RDL 공정을 통해 패드 레이아웃 변경 없이 filp chip 패키지가 가능하다.

### Cu Pillar Bump
반도체 소자의 고성능화, 고밀도화가 급격히 진행됨에 따라 칩의 I/O 밀도가 급속히 증가하며 있으며, 그에 상응하여 요구되는 범프의 pitch도 지속적으로 감소하고 있다. Cu pillar는 이러한 fine pitch 요구에 대응하기 위해 개발된 bumping 기술로, 전통적인 Solder bump의 경우 대응 가능한 최소 pitch가 150um 수준인데 반해 Cu pillar는 40um 이하 피치의 고밀도 패키지 구현이 가능하며, Solder bump 대비 우수한 열방출 성능과 Electromigration 특성으로 인해 이미 Cu pillar는 다양한 패키지에 이용되고 있으며 앞으로 그 활용도는 더욱 높아질 전망이다.

### Au RDL
Au RDL은 대부분 wire bonding package에 적합하게 만들기 위해 I/O 패드의 레이아웃을 재위치 시키는데 쓰인다. Au RDL은 우수한 wire bond-ability와 높은 신뢰성을 제공하며, Au RDL을 이용하여 메모리 디바이스의 패드 레이아웃 설계 변경 없이 보다 쉽고 편리하게 stack die wire bonding이 가능하도록 패드 위치를 재배열해 SIP를 구현한다.

### Thick Cu
Thick Cu 공정은 별도의 하부 폴리머 보호층 없이 fab passivation에 바로 형성된다. Thick Cu 공정은 구리의 낮은 저항으로 인해 일반적인 알루미늄 배선에 비해 높은 전류효율을 제공하며, 두꺼운 구리가 본딩 공정에서 상당한 응력(stress)를 흡수할 수 있어 넓은 bonding process window를 제공할 뿐 아니라 Au, pure, Pd/Cu등 다양한 wire을 사용하여 crack 우려 없이 안정적으로 BOAC 공정이 가능하다.

### Wafer Test
Wafer Test는 각각의 IC 전용 Tester를 이용해서 Wafer상의 전체 Chip을 Probing하여 Device의 기능이나 성능이 설계 Spec과 일치하는가를 확인하는 공정으로 O/S Check 및 Function 동작 여부 등에 대해 전반적으로 Test를 실시하여 Pass/Fail을 판별한다. 이 과정에서는 양품(Good die)만을 선별하게 되는데 불량품은 Chip 표면에 Ink Dotting등을 하여 후속 Assembly 공정 시 제외되도록 한다. 이 모든 공정을 Auto Wafer Prober를 이용하여 대부분이 자동으로 이루어진다.